# Káto Doloí
Káto Doloí (Kato Doloi) är en ort i Grekland.   Den ligger i prefekturen Messenien och regionen Peloponnesos, i den södra delen av landet, 180 km sydväst om huvudstaden Aten. Káto Doloí ligger 319 meter över havet och antalet invånare är 141.
Terrängen runt Káto Doloí är varierad. Havet är nära Káto Doloí åt sydväst. Runt Káto Doloí är det glesbefolkat, med 17 invånare per kvadratkilometer. Närmaste större samhälle är Kalamata, 12,6 km norr om Káto Doloí. 